# Génos (Górna Garonna)
Génos – miejscowość i gmina we Francji, w regionie Oksytania, w departamencie Górna Garonna.
Według danych na rok 1990 gminę zamieszkiwały 84 osoby, a gęstość zaludnienia wynosiła 24 osób/km² (wśród 3020 gmin regionu Midi-Pireneje Génos plasuje się na 979. miejscu pod względem liczby ludności, natomiast pod względem powierzchni na miejscu 1611.).